# جیم کوف
جیم کوف (انگلیسی: Jim Kouf؛ زادهٔ ۲۴ ژوئیهٔ ۱۹۵۱) فیلم‌نامه‌نویس، تهیه‌کننده فیلم، کارگردان فیلم اهل ایالات متحده آمریکا است.
وی همچنین برندهٔ جوایزی همچون جایزه ادگار شده‌است.

## فیلم‌شناسی

### فیلم‌نامه‌نویس
- The Boogens (به‌همراه David O'Malley) (1981) (credited as "Bob Hunt")
- Wacko (به‌همراه David Greenwalt, Dana Olsen و Michael Spound) (۱۹۸۲)
- Pink Motel (۱۹۸۲)
- White Water Rebels (۱۹۸۳) (تلویزیون) (همچنین دستیار تهیه‌کننده)
- Utilities (به‌همراه David Greenwalt) (۱۹۸۳)
- Class (به‌همراه David Greenwalt) (۱۹۸۳)
- Last of The Great Survivors (۱۹۸۴) (تلویزیون)
- Up the Creek (۱۹۸۴)
- American Dreamer (به‌همراه David Greenwalt) (۱۹۸۴)
- ستایشگر پنهانی (به‌همراه David Greenwalt) (۱۹۸۵)
- Shaker Run (به‌همراه Henry Fownes و Bruce Morrison) (۱۹۸۶)
- معجزه (۱۹۸۶) (همچنین کارگردان)
- شرط‌بندی (۱۹۸۷) (همچنین تهیه‌کننده)
- پنهان (۱۹۸۷) (credited as "Bob Hunt")
- Disorganized Crime (۱۹۸۹) (همچنین کارگردان)[۱]
- Another Stakeout (۱۹۹۳)
- Operation Dumbo Drop (به‌همراه جین کوئینتانو) (۱۹۹۵)
- Gang Related (۱۹۹۷) (همچنین کارگردان/تهیه‌کننده)
- ساعت شلوغی (به‌همراه راس لامانا) (۱۹۹۸)
- سگ‌های برفی (به‌همراه Tommy Swerdlow, Michael Goldberg و Phillip Halprin) (۲۰۰۲)
- آنجل (۲۰۰۰–۲۰۰۱) (تلویزیون)
- The Handler (۲۰۰۳) (تلویزیون)
- تاکسی (به‌همراه رابرت بن گارانت و توماس لنون) (۲۰۰۴)
- گنجینه ملی (به‌همراه The Wibberleys) (۲۰۰۴)
- Ghost Whisperer (۲۰۰۶–۲۰۰۷) (تلویزیون)
- A Fork in the Road (۲۰۰۹) (همچنین کارگردان)
- گریم (۲۰۱۱–۲۰۱۷) (تلویزیون) (همچنین دستیار کارگردان)[۲]
- Money for Nothing (۲۰۱۲)
- هیولای پول (۲۰۱۶)